# Isolotto Cau
L'isolotto Cau è un isolotto del mar Tirreno situato a ridosso delle isole Soffi, Le Camere e Mortorio, nella Sardegna nord-orientale.

Si trova all'interno del parco nazionale dell'Arcipelago di La Maddalena.